# 原蛇小目
原蛇小目（学名：Henophidia），不同分类法有时列为原蛇亚目、原蛇下目、原蛇总科不等，是蛇亚目的一个演化支，包含世界上最大的蛇蟒蛇，其他还有蚺、鳞蛇等等，体型相对较小。

## 分类
依照基因分子学的研究结果，本小目被归类为非洲真蛇类（Afrophidia），与新蛇小目（Caenophidia）是姐妹群，分类如下：
- 蚺总科 Booidea
  - 蚺科 Boidae（有时会将其下的亚科拆分出来成为几个独立的科）
- 蟒总科 Pythonoidea
  - 闪鳞蛇科 Xenopeltidae（闪鳞蛇、海南闪鳞蛇）
  - 美洲闪鳞蛇科 Loxocemidae（美洲闪鳞蛇）
  - 蟒科 Pythonidae（绿水蟒、红尾蚺、普通蚺、网紋蟒、球蟒、印度蟒、非洲岩蟒、地毯蟒、绿树蟒、葱绿树蚺、红沙蟒等）
- 盾尾蛇总科 Uropeltoidea
  - 倭管蛇科 Anomochilidae（倭管蛇）
  - 管蛇科 Cylindrophiidae（斑管蛇等）
  - 针尾蛇科 Uropeltidae（大鳞针尾蛇等）

此外，岛蚺科（Bolyeriidae）被归类于新蛇小目，筒蛇科（Aniliidae）及林蚺科（Tropidophiidae）则被归类为美洲真蛇类（Amerophidia），不再属于本类群。